# Distretto di Bang Pahan
Il distretto di Bang Pahan (in thailandese: บางปะหัน) è un distretto (amphoe) della Thailandia, situato nella provincia di Ayutthaya.